# Alfred Wilhelm Volkmann

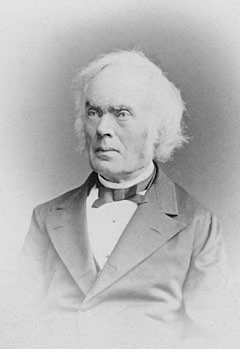
Alfred Wilhelm Volkmann

Alfred Wilhelm Volkmann (Leipzig, 1 juli 1801 - Halle an der Saale, 21 april 1877) was een Duitse fysioloog en anatoom. Samen met zijn collega Clopton Havers ontdekte hij het kanaal van Volkmann.
- Stuttgart Database of Scientific Illustrators 1450–1950: 11737
- Gemeinsame Normdatei: 117489751
- International Standard Name Identifier: 0000 0000 5535 5504
- Library of Congress Control Number: nr2001008242
- Mathematics Genealogy Project: 217031
- Nationale Bibliotheek van Tsjechië: nlk20000091240
- Nationale Bibliotheek van Israël: 987007287500605171
- Nederlandse Thesaurus van Auteursnamen: 129711489
- Réseau des bibliothèques de Suisse occidentale: 02-A023078943
- Système universitaire de documentation: 131101684
- Virtual International Authority File: 62327863
- WorldCat: E39PBJfrRbG7RdfFwYhRdQ9MT3